# Велизар Нинчић
Велизар Нинчић (Београд, 26. јул 1892 — Београд, 21. јун 1970) био је књижевник и публициста у дипломатско-конзуларној служби Србије и Југославије у периоду 1910-1953. године, са прекидима 1941-45, између осталог, и као „краљевски стални делегат при Међународној дунавској комисији”, а након Другог светског рата „опуномоћени министар, делегат ФНРЈ у Привредном комитету за ђердапске послове”. Његов брат је био Момчило Нинчић, дугогодишњи министар у Краљевини Југославији.

## Биографија
Докторирао је права у Лајпцигу 1910. г., а у Минхену је 1912. г. завршио и филозофски факултет (Архив Југославије, фонд 334 Министарства иностраних послова, фасц.бр.130). Био је ожењен Лепосавом Лепом рођ. Станковић, ћерком познатог београдског индустријалца Владимира Станковића и праунуком Крсте М. Томановића (1829-1889), гвожђарског велетрговца и оригиналног власника најскупљег плаца у историји Београда на коме се налазила Кафана Албанија, а данас истоимена Палата,(в. "Политика", чланак "Најскупљи плац у Београду" : 28. новембар (1936). стр. 9 Архивирано на веб-сајту  (17. јул 2020), у коме се и Велизар помиње). У периоду 1910-1953, Нинчић је радио у дипломатско-конзуларној служби Србије и Југославије, са прекидима 1941-45, те поново од 1945-1953, као опуномоћени министар, делегат ФНРЈ у Привременом комитету за ђердапске послове (в. Енциклопедија Југославије, 6, с.294, Загреб 1965). 
18. фебруара 1934. године, указом краља Александра Карађорђевића, (У. Пр. Пов. Бр.1200), после готово 14 година рада у Министарству иностраних послова, пензионисан је као саветник треће положајне групе, да би 28. априла 1936. био постављен за саветника Краљевског посланства у Бечу (Архив Југославије, фонд.бр.334, Министарство иностраних послова, фас.бр.130, Уверење К.бр.158, од 26. јануара 1942).

## Одликовања и доприноси
Резултати његовог рада у Међународној дунавској комисији дали су повода 14.9.1937. г. посебном обраћању тадашњег министра саобраћаја председнику Министарског савета Милану Стојадиновићу. Приликом предлагања Велизара Нинчића за доделу ордена Југословенске круне Другог реда, између осталог, приписане су му заслуге: У веома за пловидбу важном питању ђердапских такса,- документованом и снажном одбраном интереса пловидбе Краљевски стални делегат успео је да Комисија снизи тарифу тих такса за 17,5%. Тако, почев од ове године, наше бродарство плаћаће на име поменутих такса око динара 750.000 просечно мање годишње, но што је плаћало до конца 1936. године; у погледу такса за употребу локомотивске вуче на Сипском каналу, Краљевски стални делегат постигао је да Комисија снизи вучне таксе за 30%, захваљујући чему, почев од ове године, наше бродарство плаћаће просечно мање годишње на име тих такса око дин.200.000 (в. Архив Југославије /СиЦГ, Фонд 334 Министарство иностраних послова, фас.бр.130, акт Министарства саобраћаја Пов.бр.257/37 од 14.9.1937. г.). Квалитетно уређено питање саобраћаја кроз дунавска Гвоздена врата у доброј мери је утицало да је Краљевина Југославија од укупно 876.000 тона робе из увоза и 3.584.000 тона извезене робе, у 1934. години, реализовала дунавским транспортом 36,18% увоза и 22,96% експорта. (Подаци Министарства саобраћаја- Управе поморства и речног саобраћаја Београд, наведено према: Радоје Зечевић, Подунавље, Београд (2007). стр. 67) 
Др Велизар Нинчић успео је 4. априла 1941. г. да обавести југословенске власти да је у Турну Северину, преко пута Кладова, „поред досад стационираних 30, пристигло још 26 немачких војних авиона”, што је у време окончања припрема за инвазију значило најаву почетка ратних војних дејстава против Краљевине Југославије (извор: Ранко Јаковљевић).

## Члан слободно-зидарске Обедијенције
Према Окружници масонске Обедијенције Велика ложа Југославија, Ор. Београд, бр.322, од 15. фебруара 1934, под рег. бројем 1100, евидентирана је Нинчићева пријава у слободно-зидарској ложи Слога, Рад и Постојанство, са разрешницом масонске ложе La Parfaite Union са седиштем у Марсељу, Француска (Архив Југославије /СиЦГ, фонд бр.100, фас.бр.4, 17-19).

## Остале референце
Аутор је више књижевних и специјализованих књига из историјских и социолошких тема: 
- ”Пера Тодоровић”, изд. Нолит, 1956;
- "Жорж Клемансо", изд. Геце Кона, 1933;
- види исто чланак о Пери Тодоровићу у недељнику ”Време” : http://www.vreme.co.rs/cms/view.php?id=940768 Архивирано на веб-сајту  (3. мај 2016)).